# Yamam
Yamam es el acrónimo de la Unidad Nacional Especial de Lucha Contra el Terror (en hebreo: היחידה הלאומית המיוחדת ללוחמה בטרור) (transliterado: HaYechidah HaLeumit HaMeyuchedet LeLochama BaTerror) un grupo de elite en operaciones de contraterrorismo en Israel.
Yamam fue creado para participar en operaciones antiterroristas y de rescate de rehenes y por ese motivo es un grupo capaz de rescatar a rehenes.Tareas militares, aunadas con las tareas comunes de los SWAT y de investigación policial encubierta. Es la unidad de fuerzas especiales de la Policía de Fronteras de Israel, la Magav.
De las distintas unidades de las Fuerzas especiales israelíes, cada año surgen únicamente no más de diez aspirantes que logran superar el intenso curso de doce meses, en donde, parte del entrenamiento consiste en aprender el combate cuerpo a cuerpo denominado Kapap o "Krav Panim El Panim" (anteriormente llamado Lochaima Zeira -que significa Microcombate-) que es practicado por la principal unidad antiterrorista hebrea: la Yamam, la cual utiliza una combinación de velocidad, silencio y habilidad en sus más de 900 operaciones al año. Sobre su eficacia, una fuente de la oficina del primer ministro israelí, Ariel Sharón, manifestó: «La Yamam es una unidad completamente profesional que prácticamente puede garantizar la limpieza de una captura o de un asesinato. Es la mejor unidad con la que cuenta Israel en la actualidad».

## Operaciones

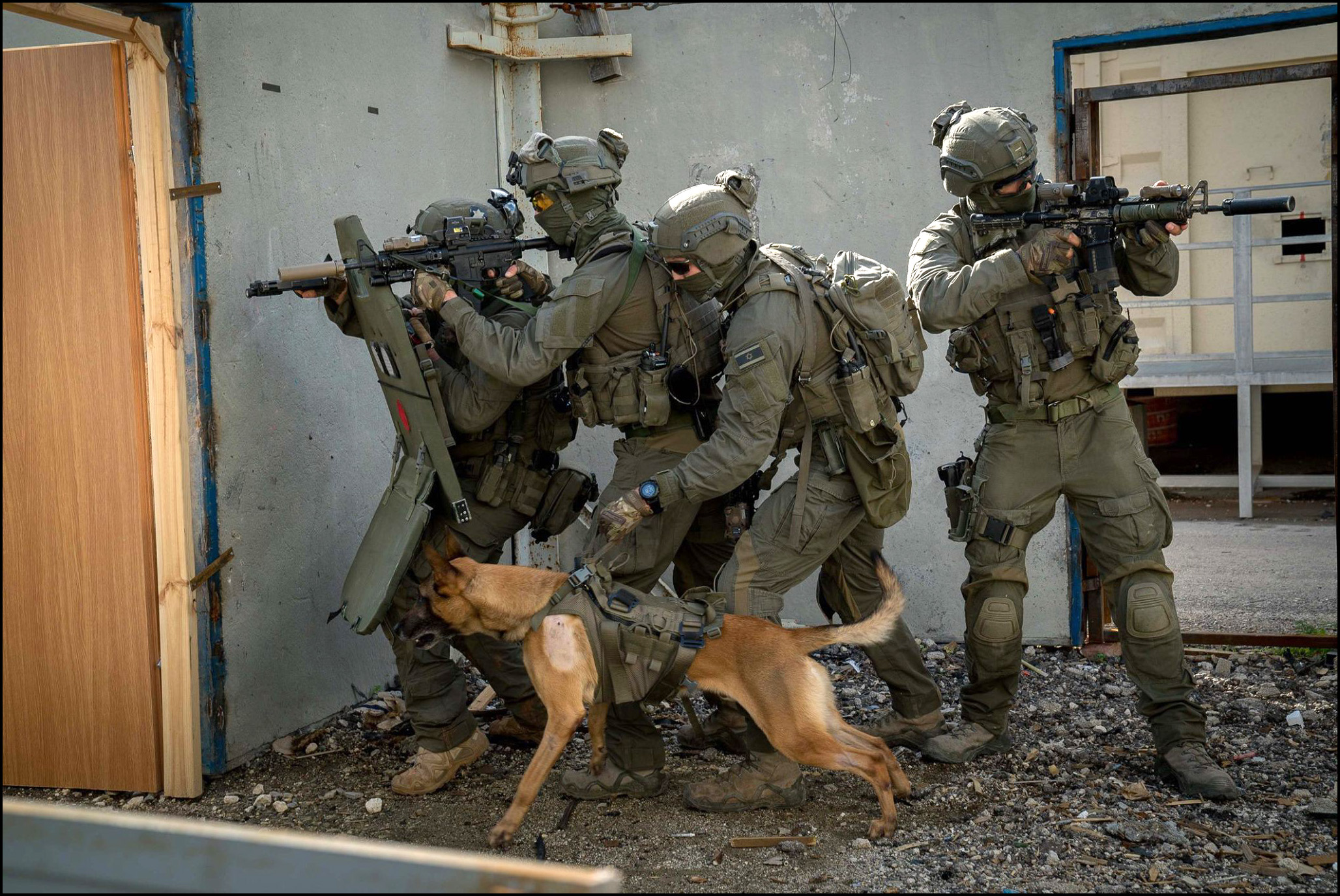
Miembros de la unidad "Yamam" realizando un ejercicio.

Cartel pidiendo por la liberación de Noa Argamani, rescatada por la unidad Yamam en 2024.

La Yamam ha llevado a cabo diversas operaciones paramilitares. Algunas de ellas son conocidas por el público debido a la intifada de Al-Aqsa.
- En marzo de 1988, fue llamado a la acción después de que tres palestinos secuestraron un autobús lleno de mujeres, cuando estas regresaban de trabajar en el Centro de Investigación Nuclear del Néguev, cerca de Dimona. Este incidente es conocido como "el autobús de las madres". El Yamam atacó, matando a los tres secuestradores, pero siendo incapaces de impedir el asesinato de tres mujeres que iban en el autobús.

- El 3 de marzo de 2000, el Yamam capturó un grupo armado que se escondía en el municipio árabe israelí de Tayibe, con la ayuda de la unidad Sayeret Duvdevan y de un buldócer de las FDI Caterpillar D9. Al final de la incursión, un hombre fue arrestado y cuatro asesinados.
- El 9 de junio de 2024, el Yamam rescató cuatro rehenes, Noa Argamani, Shlomi Ziv, Almog Meir Jan y Andrey Kozlov, quienes habían sido secuestrados por el grupo Hamás durante el ataque del 7 de octubre de 2023 y permanecían secuestrados en la casa de Abdallah Aljamal, un civil que trabajó como portavoz del Ministerio de Trabajo y periodista colaborador habitual del Palestina Chronicle, en la zona del campo de refugiados de Nuseirat en la Franja de Gaza, lo que se conoció como Operación Arnon.[4][5][6]

En la operación de busqueda rescate y en los subsiguientes bombardeos, el Ejército israelí mató a 274 personas e hirió a unas 700. Un soldado israelí murió en los combates, que también causaron la muerte de otros tres rehenes, uno de ellos un ciudadano estadounidense, según declaró Abu Obaida, el portavoz del grupo Hamás. El Alto representante de la Unión para Asuntos Exteriores y Política de Seguridad, el señor Josep Borrell, calificó el ataque de «masacre» y de «baño de sangre», mientras que Martin Griffiths, subsecretario general de las Naciones Unidas para Asuntos Humanitarios, declaró haber visto «cuerpos despedazados por el suelo» del campamento.

## Armamento

### Armas antitanque
| Nombre  | Fotografía | Origen   | Tipo                | Fabricante    | Calibre |
| ------- | ---------- | -------- | ------------------- | ------------- | ------- |
| M72 LAW |            | Noruega  | Lanzacohetes        | Nammo         | 66 mm   |
| MATADOR |            | Alemania | Cañón sin retroceso | Dynamit Nobel | 90 mm   |

### Armas de fuego
| Nombre                   | Imagen                   | Origen                   | Tipo                               | Munición                         | Fabricante                   |
| Pistolas semiautomáticas | Pistolas semiautomáticas | Pistolas semiautomáticas | Pistolas semiautomáticas           | Pistolas semiautomáticas         | Pistolas semiautomáticas     |
| ------------------------ | ------------------------ | ------------------------ | ---------------------------------- | -------------------------------- | ---------------------------- |
| Glock-17                 |                          | Austria                  | Pistola semiautomática             | 9 × 19 mm Parabellum             | Glock                        |
| Glock-19                 |                          | Austria                  | Pistola semiautomática             | 9 × 19 mm Parabellum             | Glock                        |
| Glock-26                 |                          | Austria                  | Pistola semiautomática             | 9 × 19 mm Parabellum             | Glock                        |
| Subfusiles               |                          |                          |                                    |                                  |                              |
| FN P90                   |                          | Bélgica                  | Subfusil                           | 9 × 19 mm Parabellum             | FN Herstal                   |
| Uzi                      |                          | Israel                   | Subfusil                           | 9 x 19 mm Parabellum             | IMI Systems                  |
| Carabinas                |                          |                          |                                    |                                  |                              |
| Carabina M4              |                          | Estados Unidos           | Carabina                           | 5,56 × 45 mm OTAN                | Colt's Manufacturing Company |
| Fusiles de asalto        |                          |                          |                                    |                                  |                              |
| Fusil M16                |                          | Estados Unidos           | Fusil de asalto                    | 5,56 × 45 mm OTAN                | Colt's Manufacturing Company |
| Colt CAR-15              |                          | Estados Unidos           | Fusil de asalto                    | 5,56 × 45 mm OTAN                | Colt's Manufacturing Company |
| IWI ARAD                 |                          | Israel                   | Fusil de asalto                    | .300 AAC Blackout                | Israel Weapon Industries     |
| IWI Tavor X95            |                          | Israel                   | Fusil de asaltoBullpup             | .300 AAC Blackout                | Israel Weapon Industries     |
| Escopetas                |                          |                          |                                    |                                  |                              |
| Remington 870            |                          | Estados Unidos           | Escopeta de corredera              | Calibre 12                       | Remington Arms               |
| Benelli M4               |                          | Italia                   | Escopeta semiautomática            | Calibre 12                       | Benelli Armi                 |
| Fusiles de francotirador |                          |                          |                                    |                                  |                              |
| PGM Ultima Ratio         |                          | Francia                  | Fusil de francotirador             | 7,62 × 51 mm OTAN                | PGM Précision                |
| SR-25                    |                          | Estados Unidos           | Fusil de francotirador             | 7,62 × 51 mm OTAN                | Knight's Armament Company    |
| M24 SWS                  |                          | Estados Unidos           | Fusil de francotirador             | 7,62 × 51 mm OTAN                | Remington Arms               |
| Barrett MRAD             |                          | Estados Unidos           | Fusil de francotirador             | 6,5 mm Creedmoor                 | Barrett Firearms Company     |
| Barrett REC-10           |                          | Estados Unidos           | Fusil de francotirador             | 7,62 × 51 mm OTAN.308 Winchester | Barrett Firearms Company     |
| PGM 338                  |                          | Francia                  | Fusil de francotirador             | .338 Lapua Magnum                | PGM Précision                |
| Remington 700            |                          | Estados Unidos           | Fusil de francotirador             | 7 mm Remington Magnum            | Remington Arms               |
| Steyr SSG 69             |                          | Austria                  | Fusil de francotirador             | 7,62 × 51 mm OTAN                | Steyr Arms                   |
| Fusiles antimaterial     |                          |                          |                                    |                                  |                              |
| Barrett M82              |                          | Estados Unidos           | Fusil antimaterial                 | 12,7 × 99 mm OTAN                | Barrett Firearms Company     |
| Ametralladoras           |                          |                          |                                    |                                  |                              |
| IMI Negev                |                          | Israel                   | Ametralladora ligera               | 5,56 × 45 mm OTAN                | Israel Weapon Industries     |
| FN MAG                   |                          | Bélgica                  | Ametralladora de propósito general | 7,62 × 51 mm OTAN                | FN Herstal                   |
| Lanzagranadas acoplados  |                          |                          |                                    |                                  |                              |
| M203                     |                          | Estados Unidos           | Lanzagranadas acoplado             | Granada de 40 mm                 | Colt's Manufacturing Company |

### Granadas
| Nombre                   | Imagen            | Origen            | Tipo              | Fabricante                      |
| Granadas de fusil        | Granadas de fusil | Granadas de fusil | Granadas de fusil | Granadas de fusil               |
| ------------------------ | ----------------- | ----------------- | ----------------- | ------------------------------- |
| Granada de entrada SIMON |                   | Israel            | Granada de fusil  | Rafael Advanced Defense Systems |